# Province du Sinaï (organisation)
Pour les articles homonymes, voir Sinaï (homonymie).
Ne doit pas être confondu avec Gouvernorat du Sinaï Nord ou Gouvernorat du Sinaï Sud.
Province du Sinaï (en arabe ولاية سيناء, Wilayat Sinaï) est un groupe terroriste djihadiste et une des « provinces » de l'État islamique. Il s'appelait jusqu'en juillet 2015 Ansar Baït al-Maqdis (arabe : أنصار بيت المقدس, Anṣār Bayt al-Maqdis, : « Les Partisans de Jérusalem »), également connu sous le nom d’Ansar Jérusalem.
Actif depuis 2011 dans la péninsule du Sinaï, il a étendu ses actions terroristes en 2013 par des attentats perpétrés au Caire. Le 10 novembre 2014, le mouvement prête allégeance à l'État islamique et devient alors une branche de l'État islamique, qui le considère comme l'une de ses « provinces », la « Province du Sinaï », en arabe Wilayat Sinaï.

## Attaques
Le groupe a revendiqué l'attentat à la voiture piégée de Mansoura du 25 décembre 2013 qui a visé un bâtiment de la police dans le nord de l’Égypte, tuant 15 personnes. Le groupe avait précédemment revendiqué l'opération suicide du 5 septembre 2013 contre le convoi du ministre de l'Intérieur qui circulait dans une avenue du quartier de Nasr City au Caire.
Le 16 février 2014, le groupe a revendiqué l'attaque qui coûta la vie de quatre Sud-Coréens et d'un Égyptien lors de l'explosion d'un bus à la frontière entre l'Égypte et Israël (côté israélien).
Le 31 octobre 2015, le groupe a revendiqué le crash du vol Airbus A321 d'une compagnie russe dans la péninsule du Sinaï qui coûta la vie à 224 passagers, dont 7 membres d'équipage.
Le 24 novembre 2015, le groupe revendique l'attaque, à la voiture piégée,  d'un hôtel abritant des policiers et des magistrats, et situé au Nord-Sinaï.
Le 7 juillet 2017, le groupe revendique l'attentat à Rafah, une attaque à la voiture piégée faisant 23 morts et 30 blessés.